# Малинаускас, Донатас
Донатас Малинаускас (лит. Donatas Malinauskas, 7 марта 1869 — 30 ноября 1942) — литовский политик и дипломат, один из двадцати подписантов Акта о независимости Литвы 16 февраля 1918 года.

## Биография
Родился в Краславе в польской семье. Его отец был полковником русской императорской армии. Литовский национальный дух приобрёл от матери, которая, в свою очередь, была под сильным влиянием своего брата Бернарда Кястутиса-Гедиминаса, ученика Адама Мицкевича. Малинаускас посещал школу в Вильнюсе и Минске, позже уехал в Австро-Венгрию, где учился во Львовской академии сельского хозяйства, затем — в чешском городе Табор, в котором познакомился с деятельностью чешского национального движения. Академию сельского хозяйства в Таборе окончил в 1894 году.
После завершения учёбы вернулся в Российскую империю и занялся хозяйством в имениях вблизи Тракая, а также подпольной популяризацией литовского языка в публичной и церковной жизни. Был доверенным лицом литовского священника, который занимался распространением литовской литературы. В 1900 году Малинаускас стал фигурантом уголовного дела о контрабанде литовской литературы, но ареста избежал. Вскоре стал членом тайной литовской организации Братство Двенадцати апостолов. В 1901 году им удалось добиться, чтобы по крайней мере одна церковь в Вильнюсе — Святого Николая — продолжала службы на литовском языке. В ноябре 1905 года вместе с другими подписал меморандум литовцев, адресованный председателю Совета министров С. Ю. Витте, о этнополитическом отграничении Литвы от Польши. Участвовал в подготовке Великого Вильнюсского сейма (1905) и был его делегатом. В 1906 году вместе с Йонасом Басанавичюсом участвовал в подготовке меморандума к Папе Римскому Пию X о статусе литовского языка и церкви.
В 1918 году был избран в высший представительный орган литовской нации — Тарибу. Голосовал за Акт о независимости Литвы 16 февраля 1918 года и стал одним из его подписантов. В 1920—1922 и 1923—1931 работал в Министерстве иностранных дел, в 1922—1923 годы был на дипломатической службе в Чехословакии, а в 1931 году назначен Чрезвычайным и Полномочным послом Литвы в Эстонии. На собственные средства организовал масштабные археологические работы по поиску останков Витаутаса Великого.
После оккупации Литвы СССР летом 1941 года Малинаускас был вывезен сотрудниками НКВД в Сибирь. Умер в одном из концлагерей системы ГУЛАГ вблизи Бийска в Алтайском крае. В 1993 году Малинаускас перезахоронен в Литве. В 1999 году в Литве была выпущена почтовая марка с изображением Малинаускаса, а в 2013 году районной школе в Онушках, где в своё время он проживал, присвоено его имя.